# Elisabeth Elliot
Elisabeth Elliot (* 21. Dezember 1926 in Brüssel als Elisabeth Howard; † 15. Juni 2015 in Magnolia, Gloucester, Massachusetts) war eine US-amerikanische evangelikale Missionarin, Autorin von 48 Büchern und Referentin.

## Leben
Elisabeth Elliot wurde in Belgien als Tochter von Philip und Katharine Howard, einem amerikanischen Missionarsehepaar der Brüderbewegung (englisch: Brethren), geboren. 1927 kehrten sie in die USA nach Germantown bei Philadelphia zurück. 1941 besuchte sie die Hampden DuBose Academy in Orlando, Florida. 1944 bis 1948 machte sie ihre Ausbildung in Griechisch und als Übersetzerin am Wheaton College. Am 23. März 1947 lernte sie dort Jim Elliot (1927–1956), einen Zimmerkameraden ihres Bruders David, kennen, den sie am 8. Oktober 1953 in Quito heiratete. 1948 besuchte sie ein Jahr das Prairie Bible Institute in Alberta, Kanada, um sich auf den Missionsdienst in Südamerika vorzubereiten. 1952 begann sie mit ihrer Tätigkeit in den Anden. Als Ehepaar arbeiteten sie danach als Missionare im östlichen Teil von Ecuador. Aus der Ehe ging die Tochter Valerie hervor, die am 27. Februar 1955 geboren wurde. Am 8. Januar 1956 wurden ihr Ehemann und vier weitere Missionare von einer Gruppe der Huaorani mit Speeren getötet, nachdem sie seit dem 1. September 1955 versucht hatten, mit Personen dieser Ethnie Kontakt aufzunehmen.
Elisabeth Elliott setzte ihre Missionstätigkeit nach dem Tod ihres Mannes in Ecuador fort, nach 1958 entwickelte sie ein Schriftsystem für die Huaorani und 1992 wurde eine erste Übersetzung des Neuen Testaments in dieser Sprache fertiggestellt. 1963 kehrte sie mit ihrer Tochter Valerie nach Franconia, New Hampshire zurück. Am 1. Januar 1969 heiratete sie Addison Leitch, der Professor am Gordon-Conwell Theological Seminary war. Er starb am 17. September 1973 an Krebs. 1974 wurde sie außerordentliche Professorin am Gordon−Conwell Seminar. Ab 1975 wirkte sie an der Bibelübersetzung New International Version (NIV) mit. Am 21. Dezember 1977 heiratete sie Lars Gren, einen Seminaristen, der sie jedoch kontrollierte, unterdrückte und manipulierte. 1981 wurde sie writer-in-residence am Gordon College.
Ab Herbst 1988 bis am 31. August 2001 betrieb sie fast dreizehn Jahre lang das tägliche Radioprogramm Gateway to Joy (deutsch: Portal zur Freude). Infolge der zunehmenden Alzheimererkrankung, die bereits in den Neunzigerjahren diagnostiziert wurde, beendete sie im Jahr 2004 ihre öffentlichen Auftritte.

## Gedenken
- Im Jahr 2019 wurde am Wheaton College, wo sie studiert hatte, ein Elisabeth Elliot Collection at Museum of the Bible mit etwa 900 Fotos und Gegenständen ihrer Missionstätigkeit in Ecuador eingerichtet.[11]

## Schriften (Auswahl)
Eliott schrieb insgesamt 48 Bücher, die in verschiedene Sprachen übersetzt wurden:
- Through Gates of Splendor. The Five Missionary Martyrs of Ecuador, Harper & Brothers, New York 1957; Tyndale Momentum, 1995, ISBN 0-8423-7152-4; Authentic Media, 2011, ISBN 978-1-85078-034-2.
  - Durchs Tor der Herrlichkeit, Christliche Verlagsanstalt, Konstanz 1959; Christliche Literaturverbreitung, 2009, ISBN 978-3-866-99215-3.
- Shadow of the Almighty. The Life and Testament of Jim Elliot, 1958; Hendrickson Publishers, 2015, ISBN 978-1-61970-807-5. 
  - Im Schatten des Allmächtigen. Aufzeichnungen/Tagebuch des Jim Elliot. R. Brockhaus, Wuppertal 1962; CLV, Bielefeld 1999, ISBN 3-89397-319-2; SCM R. Brockhaus, Wuppertal 2008, ISBN 978-3-417-24758-9.
- The Savage My Kinsman, 1961, ISBN 1-56955-003-4.
- No Graven Image, 1966, ISBN 0-89107-235-7.
- God’s Guidance: A Slow and Certain, 1973.
- These Strange Ashes, 1975, ISBN 0-8007-5995-8.
- Let Me Be a Woman, 1976; Tyndale House Publishers, 1982, ISBN 0-8423-2162-4.
- The Journals of Jim Elliot, 1978, ISBN 0-8007-5825-0.
- The Mark of a Man, 1981, ISBN 0-8007-3132-8.
- Discipline: The Glad Surrender, Fleming H. Revell, 1982, ISBN 0-8007-5195-7.
- Passion and Purity: Learning to Bring your Love Life Under Christ's Control, 1984; Revell, 2002, ISBN 0-8007-5818-8; Authentic Media, 2011, ISBN 978-1-85078-932-1; Fleming H. Revell Company 2025, ISBN 978-0-8007-4666-7.
- A Chance to Die: The Life and Legacy of Amy Carmichael, 1987, ISBN 0-8007-3089-5.
- The Path of Loneliness, Thomas Nelson, 1988, ISBN 0-8407-9098-8; 1993, ISBN 0-8407-9118-6.
- A Path Through Suffering. Discovering the Relationship Between God's Mercy and Our Pain, 1990, ISBN 0-8007-2498-4.
  - Wege durch das Leiden: Führung in schweren Zeiten, Christliche Literaturverbreitung, 2011, ISBN 978-3-86699-233-7.
- Be Still My Soul. Reflections on Living the Christian Life, 2003; Fleming H. Revell, 2017, ISBN 978-0-8007-2877-9.
- Secure in the Everlasting Arms, ISBN 0-8007-5993-1.
  - Umarmt von Gott, Hänssler, Holzgerlingen 2004, ISBN 3-7751-4022-0.
- Suffering Is Never for Nothing, B&H Publication Group, 2019, ISBN 978-1-5359-1415-4.